# Rémálmok (Odaát)
A Rémálmok (Nightmare) az Odaát című televíziós sorozat első évadjának tizennegyedik epizódja.

## Cselekmény
Samnre egy éjszaka látomás jön: egy férfi autójába ül, majd néhány perc múlva a járműbe áramló gáztól megfullad.
Sam ezt elmondja Deannek, akivel kinyomozza, hogy a jelenet Saginaw városában játszódott le. Így a fiúk amilyen gyorsan csak tudnak a városba mennek, ott azonban a helyszínen már rengeteg rendőr és járókelő áll. Ekkor tudják meg, hogy az álomban lévő haláleset valóban bekövetkezett, az áldozat neve James Miller. Sam nem érti, miért lát előre haláleseteket, ha nem tudja megakadályozni azokat.
Másnap a fivérek, papnak kiadva magukat, a toron találkoznak az elhunyt férfi feleségével, Alice-szel, és fiával, Max-szel. Miközben a családdal beszélgetnek, feltűnik a fiú ellenszenves nagybátyja, Roger, aki el akarja őket küldeni a házból. Dean és Sam még átfésülik az épületet egy hangfrekvenciás detektorral, majd miután nem találtak semmi különöset, elköszönnek Milleréktől és elmennek. Később Sam újabb víziót lát, melyben James Miller testvére, Roger meghal, méghozzá levágja a fejét egy ablak. Deanék követik az utcán a férfit, és megpróbálják lebeszélni arról, hogy hazamenjen, ám Roger ezt mégis megteszi, és a tragédia bekövetkezik.
A fivérek nyomozni kezdenek a Miller család után, és azok volt szomszédságában élő férfitől megtudják: Max igazi anyja egy lakástűzben meghalt, apja, James pedig újraházasodott. A férfi gyakran lerészegedett testvérével, ilyenkor pedig állandóan megverték Max-et, annak mostohaanyja, Alice pedig ezt tétlenül hagyta. Samre hirtelen újabb képeket lát: Max egy konyhakéssel megöli Alice-t. A fivérek a házba sietnek, ahol a fiú éppen tettére készül, ám Deanék ezt megakadályozzák. Mikor azonban Max észreveszi, hogy Deannek pisztolya van, valamiféle módon bezárja a ház ajtaját és ablakait, majd magához veszi a fegyvert.
Sam kérésére Dean és Alice az emeletre megy, ő pedig négyszemközt elbeszélget a sráccal. Sam a beszélgetés során aggasztó hasonlóságokat fedez fel ő és Max között: ugyanis mindkettőjük anyja fiuk hat hónapos korában, a gyermekszoba falára szegeződve égett el, és mindkettejüknél néhány hónapja jelentek meg a különleges képességek: Samnél a látomások, Max-nél pedig a telekinézis. Sam felveti a kérdést, hogy mindketten kiválasztottak, ám Max a szekrénybe zárja a fiút, ahol arra újabb látomás jön: Max a pisztollyal megöli Deant és Alice-t. A bosszútól hajtva Samnek különleges módon sikerül elmozdítani a szekrény előtti torlaszt, és kiszabadítva magát az emeletre siet. Itt Max valóban pisztollyal fenyegetőzik, ám végül azt maga ellen fordítja és fejbelövi magát…
A kiérkező rendőrökkel Alice tisztázza az ügyet, mielőtt pedig a fivérek tovább indulnának, Sam közli bátyjával, hogy a szekrénybe zárva nála is valamiféle telekinetikus képesség jelent meg…

## Időpontok és helyszínek
- 2006. május 15. és 22. között – Saginaw, Michigan

## Zenék
- Bob Seger – 2+2=?
- Bob Seger – Lucifer

## Külső hivatkozások
- Supernatural-Nightmare az Internet Movie Database oldalon (angolul)